# Takuma Asano
Takuma Asano (jap. 浅野 拓磨, Asano Takuma; * 10. November 1994 in Komono, Präfektur Mie) ist ein japanischer Fußballspieler. Der Stürmer steht seit Juli 2024 beim RCD Mallorca unter Vertrag und ist A-Nationalspieler.

## Laufbahn

### Vereine
Asano begann mit dem Fußball während seiner Grundschulzeit, wo er für den Verein Perna SC in Komono spielte. Danach war er Mitglied des Fußballclubs der Happū-Mittelschule. Anschließend besuchte er die Technische Oberschule Yokkaichi-Chūō im benachbarten Yokkaichi, die eine Vielzahl an Spitzenfußballern hervorbrachte. Nach seinem Schulabschluss wurde er 2013 von dem Erstligisten Sanfrecce Hiroshima verpflichtet.
Von 2014 bis 2015 spielte er dreimal in der J.League U-22 Selection. Diese Mannschaft, die in der dritten Liga, der J3 League, spielte, setzte sich aus den besten Nachwuchsspielern der höherklassigen Vereine zusammen. Das Team wurde mit Blick auf die Olympischen Sommerspiele 2016 in Rio de Janeiro gegründet. Die Auswahl der Spieler erfolgte auf wöchentlicher Basis aus einem Pool, für den jeder Verein förderungswürdige Talente benennen konnte; die Zusammensetzung der Mannschaft variierte daher sehr stark von Spiel zu Spiel.
Am 3. Juli 2016 wechselte er zum FC Arsenal. Daraufhin lieh der VfB Stuttgart Asano am 26. August 2016 bis zum Saisonende mit der Option für eine weitere Saison aus. Am 9. September 2016 debütierte er bei der 1:2-Niederlage im Heimspiel gegen den 1. FC Heidenheim in der 2. Bundesliga. Sein erstes Tor erzielte er am 30. Oktober 2016 beim 3:1-Sieg im Auswärtsspiel gegen den Karlsruher SC mit dem Treffer zum 1:0 in der 10. Minute. Am Saisonende stieg Asano mit Stuttgart als Zweitligameister in die Bundesliga auf, woraufhin Stuttgart die Option zur Verlängerung der Leihe zog. Dort erzielte er am 24. November 2017 beim 1:1 gegen Mitaufsteiger Hannover 96 sein erstes Bundesligator.
Zur Saison 2018/19 wurde Asano innerhalb der Bundesliga an Hannover 96 weiterverliehen. Asano absolvierte unter den Trainern André Breitenreiter und Thomas Doll bis Ende März 13 Bundesligaspiele (kein Tor) sowie zwei Spiele (ein Tor) im DFB-Pokal. Anfang April wurde bekannt, dass Doll vom Geschäftsführer Martin Kind auferlegt bekommen habe, Asano nicht mehr einzusetzen, um eine Kaufklausel zu umgehen. Er kam daraufhin zu keinem Einsatz mehr und verließ den Verein nach dem Abstieg in die 2. Bundesliga mit seinem Vertragsende.
Anfang August 2019 wechselte Asano zum serbischen Erstligisten Partizan Belgrad.
Nach seiner Vertragsauflösung wechselte Asano zur Saison 2021/22 zum Bundesligaaufsteiger VfL Bochum und unterschrieb einen Vertrag bis zum Sommer 2024. Danach verließ er den Verein und wechselte nach Spanien zum RCD Mallorca.

### Nationalmannschaft
2015 debütierte Asano für die japanische A-Nationalmannschaft. Mit der japanischen Nationalmannschaft qualifizierte er sich für die Ostasienmeisterschaft 2015.
Bei der U23-Asienmeisterschaft 2016 sorgte Asano mit zwei Toren im Endspiel dafür, dass die japanische U23-Auswahl gegen Südkorea nach einem Rückstand doch noch Asienmeister wurde. Beim Kirin Cup gelang ihm am 3. Juni 2016 gegen Bulgarien sein erstes A-Länderspieltor. Mit dem Olympiateam Japans erzielte er beim olympischen Fußballturnier 2016 wiederum gegen Nigeria und Kolumbien in der Vorrunde jeweils einen Treffer. Bei der Fußball-Weltmeisterschaft 2022 in Katar schoss Asano beim Auftakt gegen die deutsche Fußballnationalmannschaft in der 83. Minute den 2:1-Siegtreffer.

## Erfolge
- Japanischer Meister: 2013 und 2015
- Japanischer Supercup: 2013, 2014, 2016
- U-23-Asienmeister: 2016
- Deutscher Zweitligameister: 2016/17

## Auszeichnungen
- J.League Best Young Player: 2015